# 安原主馬
安原 主馬 （やすはら かずま、1981年2月1日 - ）は、日本の学者、奈良先端科学技術大学院大学先端科学技術研究科准教授。

## 経歴
1999年3月 - 滋賀県立安曇川高等学校卒業。
2004年3月 - 金沢大学工学部物質化学工学科卒業　学士（工学）。
2006年3月 - 大阪大学大学院基礎工学研究科物質創成専攻博士前期課程修了　修士（工学）。
2006年4月 - 独立行政法人日本学術振興会特別研究員（DC1）。
2008年12月 - 奈良先端科学技術大学院大学物質創成科学研究科物質創成科学専攻博士後期課程短期修了　博士（理学）。
2009年1月 - 奈良先端科学技術大学院大学物質創成科学研究科助教。
2013年9月 - University of California, San Francisco Department of Pharmaceutical Chemistry Visiting assistant professor。
2018年4月 - 奈良先端科学技術大学院大学先端科学技術研究科准教授。

## 書籍
- Chemical Science of π-Electron Systems,Springer 2015
- 高次π空間の創発と機能開発 シーエムシー出版 2013
- Supramolecular Chemistry: From Molecules to Nanomaterials John & Wiley Sons 2012
- Advances in Biomimetics INTECH 2011